# Nauru Airlines
Науру  Ейрлайнз (англ. Nauru Airlines; (раніше — Ауе Ейрлайн, англ. Our Airlines; ще раніше — Ейр-Науру, англ. Air Nauru) — національна авіакомпанія тихоокеанської острівної держави Науру. 
2003 року Ауе Ейрлайн фактично перебувала на межі банкрутства, оскільки у неї не було коштів на виплату орендної плати за свій єдиний літак. 18 грудня 2005 літак все-таки був заарештований рішенням Верховного суду Австралії. Після цього зупинилося авіаційне повідомлення Науру та Кірибаті із зовнішнім світом, оскільки Ауе Ейрлайн — єдиний перевізник, що з'єднує ці дві країни із зовнішнім світом. Однак уряд Тайваню виділив кошти для купівлі нового літака для Ауе Ейрлайн.

## Напрямки

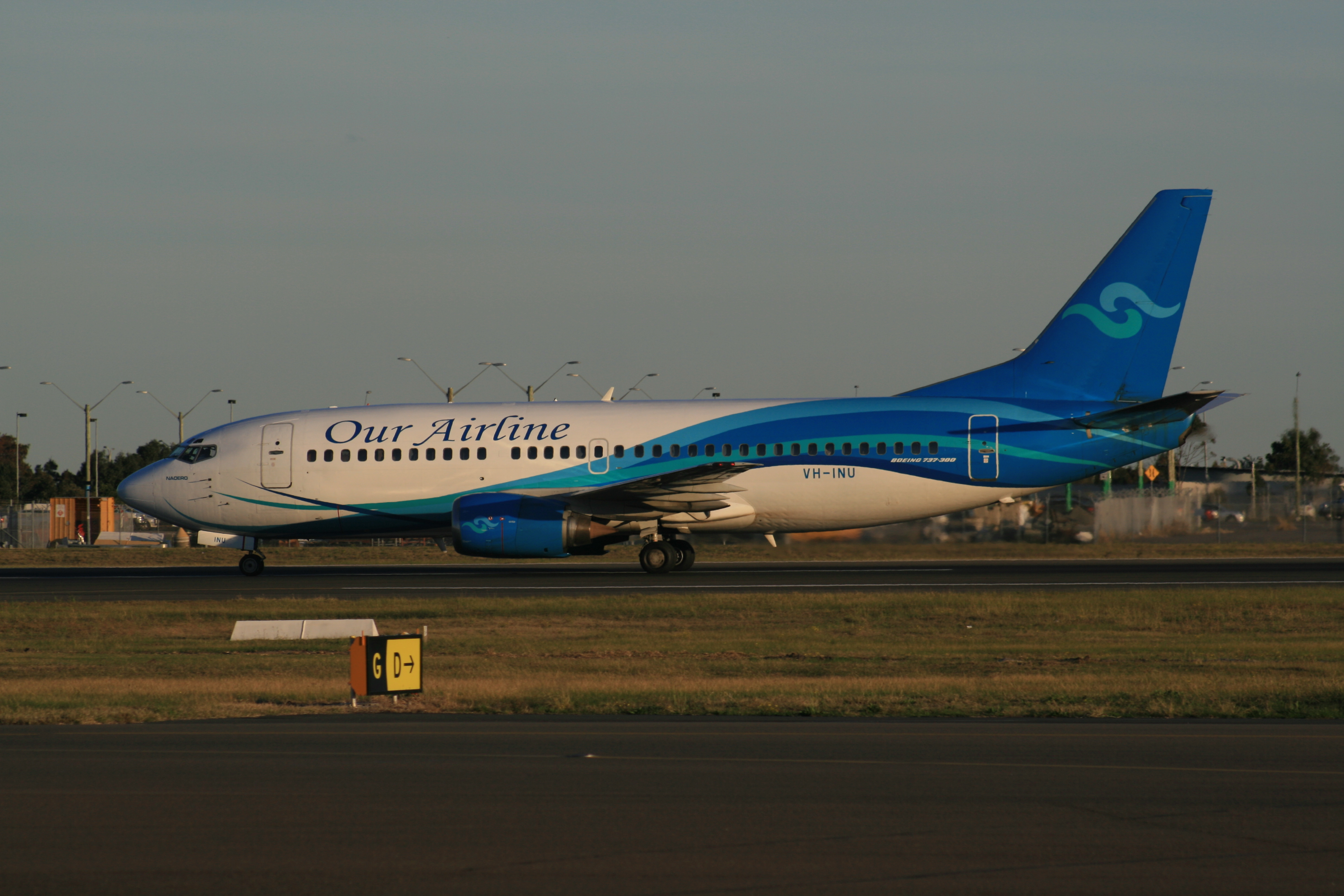
Літак Our Airline Boeing 737-300 в аеропорту Сіднея, Австралія. (2007)

Our Airline обслуговує такі напрямки (оновлено: вересень 2013):
| Місто   | Країна             | IATA | ICAO | Аеропорт                                 |
| ------- | ------------------ | ---- | ---- | ---------------------------------------- |
| Брисбен | Австралія          | BNE  | YBBN | Brisbane Airport                         |
| Маджуро | Маршаллові Острови | MAJ  | PKMJ | Міжнародний аеропорт Маршалових островів |
| Наді    | Фіджі              | NAN  | NFFN | Міжнародний аеропорт Наді                |
| Науру   | Науру              | INU  | ANYN | Міжнародний аеропорт Науру [База]        |
| Тарава  | Кірибаті           | TRW  | NGTA | Міжнародний аеропорт Бонрікі             |

## Флот
Флот Our Airline складається із таких літаків (на грудень 2013):
| Aircraft       | Кількість | Пасажиромісткість |
| -------------- | --------- | ----------------- |
| Boeing 737-300 | 3         | 130               |